# На лов за Червения октомври (филм)
„На лов за Червения октомври“ е американски шпионски филм трилър от 1990 г., продуциран от Мейс Нюфийлд, с режисьор Джон Мактиърнън, в който участват Шон Конъри, Алек Болдуин, Скот Глен, Джеймс Ърл Джоунс, и Сам Нийл. Филмът е базиран на романа-бестселър със същото име на Том Кланси от 1984.